# Уэстон, Мэтт
Мэтт Уэстон (англ. Matt Weston; род. 2 марта 1997) — британский скелетонист, чемпион мира и чемпион Европы, двукратный обладатель Кубка мира сезонов 2023/24 и 2024/25 годов. Участник зимних Олимпийских игр 2022 года.

## Спортивная карьера
На международной арене дебютировал в 2017 году. 31 января 2020 года впервые в карьере стартовал на этапе Кубка мира в швейцарском Санкт-Морице.
В 2022 году представлял Великобританию на соревнованиях скелетонистов на зимних Олимпийских играх в Пекине. По итога четырёх спусков стал пятнадцатым.
В сезоне 2022/2023 года на чемпионате Европы в Альтенберге стал чемпионом. На чемпионате мира 2023 года в Санкт-Морице завоевал золотую медаль в одиночном спуске у мужчин и серебряную в смешанном турнире скелетонистов.
В сезоне 2023/2024 годов на чемпионате Европы в Сигулде завоевал серебро в мужском соревновании скелетонистов. На чемпионате мира 2024 года в Винтерберге завоевал две серебряные медали. По итогам сезона в общем зачёте Кубка мира стал победителем.